# Kugel

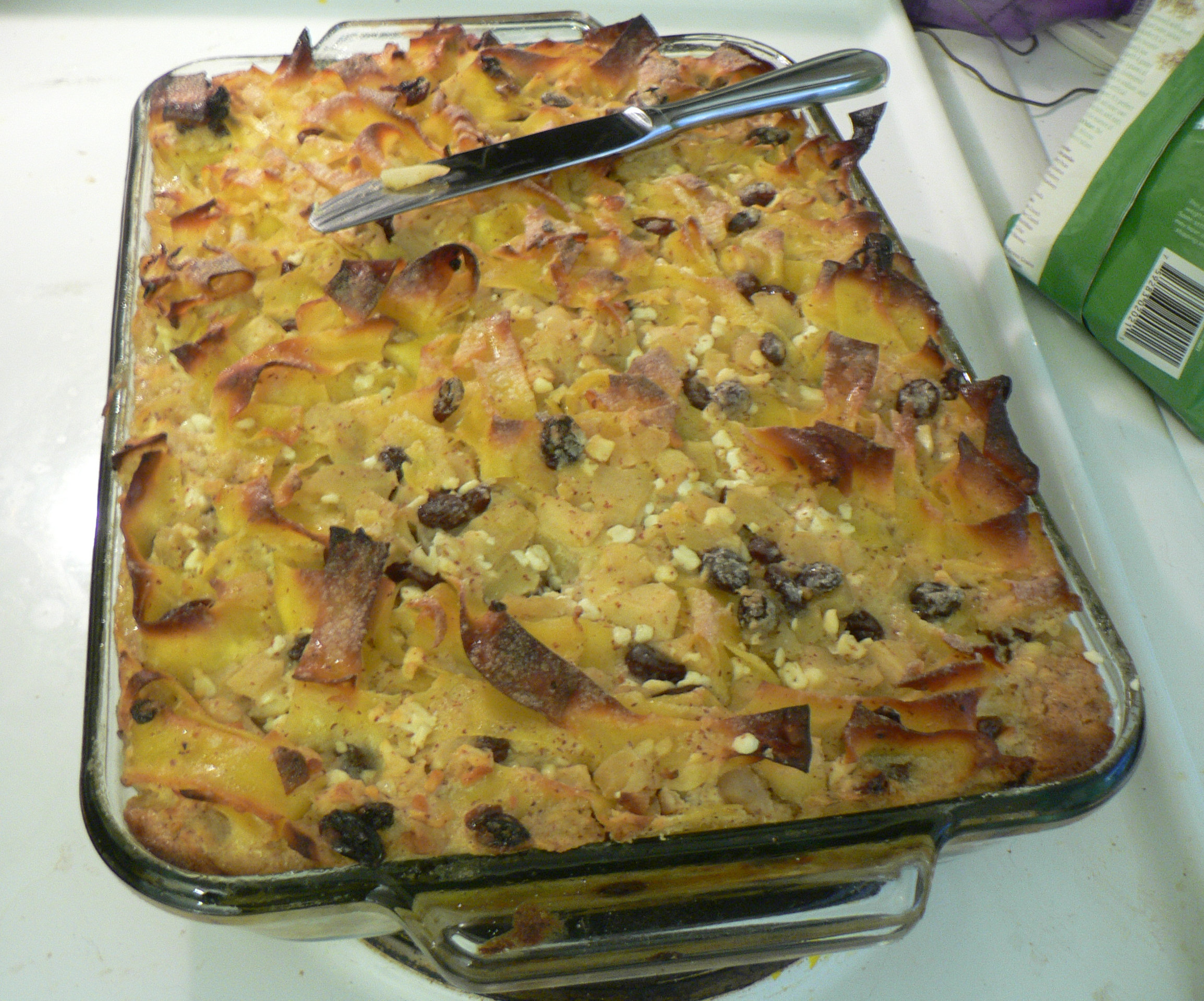
Kugel elaborado con fideos.

Kugel (en Yiddish: קוגל kugl o קוגעל, pronounciado kúguel o kíguel, como en la región de Galitzia) es una variedad de platos de la cocina judía cocinados al horno que pueden ser platos principales o postres. A veces se traduce como "budín" o "cazuela". Los Kugels pueden ser dulces o salados. Los más comunes se hacen con fideos de huevo o papa, existen no obstante diversos kugels de variados contenidos que se elaboran de forma cotidiana en las casas judías de verduras, frutas, masas, queso, etc.

## Etimología
El nombre de este plato proviene del alemán y significa "bola" o "globo" (véase Kugel), el nombre Yiddish pudo haberse originado como una referencia a lo redondo que podrían haber tenido los platos en la antigüedad (quizás comparado con el pastel alemán Gugelhupf — con forma de anillo), sin embargo los kugels se cocinan por regla general en una bandeja rectangular. 

## Costumbres
Por su forma de preparación que requiere una cocción lenta, es junto con otros alimentos kosher, ideal para la comida del Shabbat, se mete en el horno y se mantiene caliente y preparándose durante horas. 